# Corydalis pseudomucronata
Corydalis pseudomucronata là một loài thực vật có hoa trong họ Anh túc. Loài này được C.Y.Wu, Z.Y.Su & Liden mô tả khoa học đầu tiên năm 1996.